# مائونو کویویستو
 مائونو کویویستو  (انگلیسی: Mauno Koivisto؛ زاده ۲۵ نوامبر ۱۹۲۳ – درگذشته ۱۲ مه ۲۰۱۷) یک سیاست‌مدار اهل فنلاند بود. مائونو کویویستو در ۱۲ مه ۲۰۱۷، در سن ۹۳ سالگی درگذشت.